# Ахмед бей хамам
Ахмед бей хамам (на гръцки: Λουτρό της Αγοράς, λουτρό του Αχμέτ Μπέη) е хамам, обществена баня, в град Енидже Вардар, Гърция.
Хамамът е разположен в бившата мюсюлманска махала Джами-и Кебир.
Хамамът е открит през 2006 година при спасителни разкопки при изграждането на двуетажна къща в на улица „Венизелос“ №32. Разкрита е част от съблекалнята на османска баня, с размери 12 х 8,50 m. Основната част на банята се простира на юг под съседната къща. Банята е изложена в мазето на новата сграда. Съдейки по стратиграфията а обекта, находките – бронзово канче, части от стъклени вази, глинени лули, както и типологията на сградата тя е от XV век, а е била разрушена от пожар в XVII век.
В 1668 година Евлия Челеби говори за съществуването на три бани в Енидже Вардар. Две от тях са оцелели - Евренос бей хамам и Шейх Илахи хамам, а тази очевидно е третата, разположена в района на стария пазар. За нея Евлия Челеби пише: „В Ахмед бей хамам на пазара е много хубаво и приятно“.